# China Zun

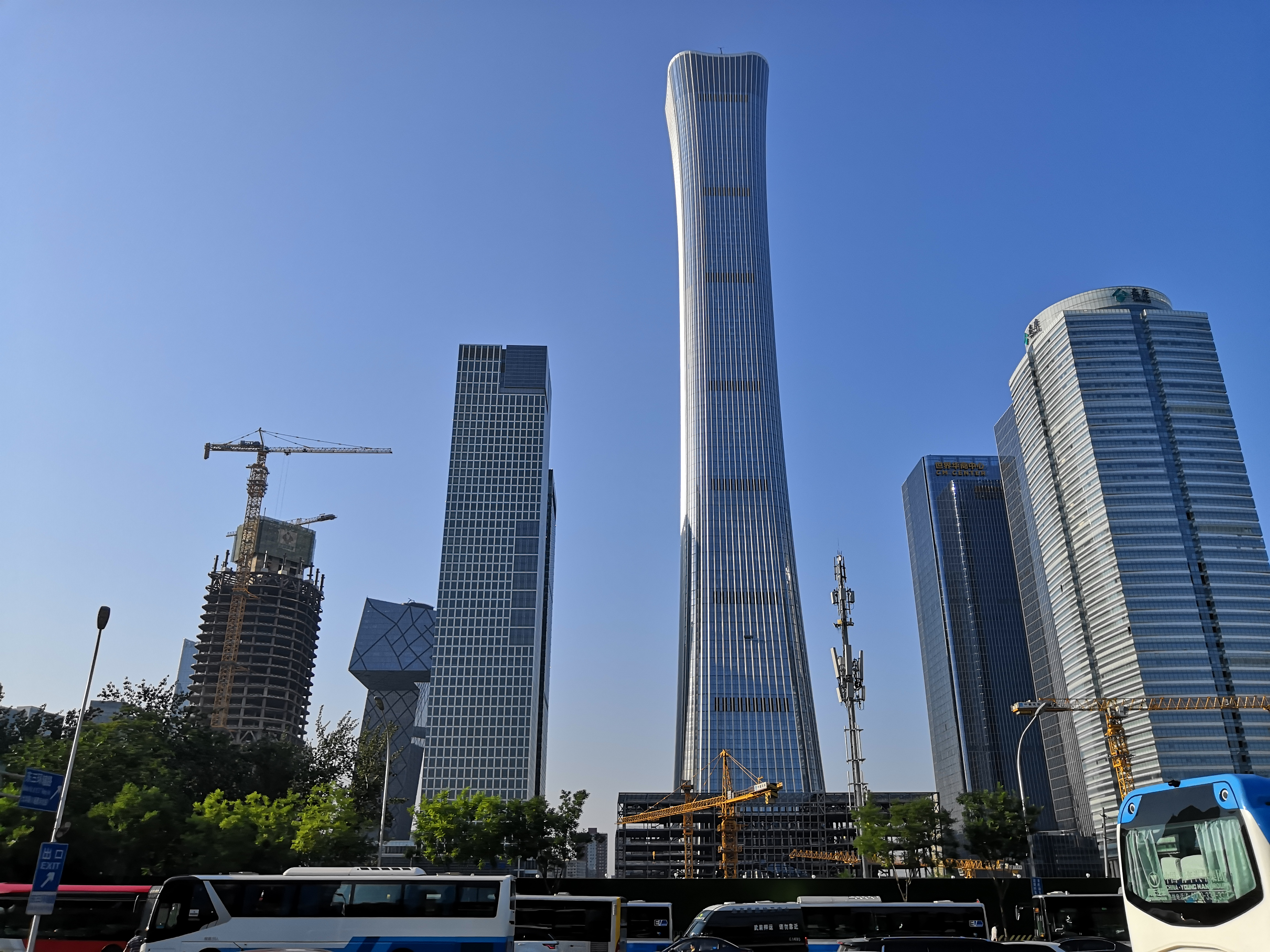
Zicht op enkele wolkenkrabbers in het zakendistrict Beijing CBD, met in het midden het China Zun.

China Zun of CITIC Tower (Chinees: 中国尊, pinyin: Zhōngguó Zūn) is een wolkenkrabber in het zakendistrict Beijing CBD in de Chinese hoofdstad Beijing. Het gebouw is 528 meter hoog en telt 108 verdiepingen. Het werd ontworpen door het Amerikaanse architectenbureau Kohn Pedersen Fox. China Zun is een multifunctionele toren ingedeeld in kantoorruimte, woonruimte en hotels. De bovenste etages zijn in beslag genomen door de Communistische Partij van China, omdat vanaf deze verdiepingen de Zhongnanhai te bespieden zou zijn.
De constructie begon in september 2011 en het gebouw werd begin 2019 opgeleverd. Een mijlpaal was het evenaren van de hoogte van de China World Trade Center Tower III (330 meter) in augustus 2016, destijds het hoogste gebouw in Beijing.